# Giannitsochori
Giannitsochori  este un oraș în Grecia în Prefectura Elida.